# Starla Brodie
Starla Joy Wood Brodie (* 22. April 1955; † 8. April 2014) war eine professionelle US-amerikanische Pokerspielerin. Sie gewann zwei Bracelets bei der World Series of Poker.

## Pokerkarriere

### Werdegang
Ihre erste Geldplatzierung bei einem Live-Turnier erzielte Brodie im Mai 1978 bei der World Series of Poker (WSOP) im Binion’s Horseshoe in Las Vegas. Dort belegte sie bei der in der Variante Seven Card Stud ausgespielten Ladies Championship den zweiten Platz, der mit rund 5000 US-Dollar bezahlt wurde. Im Jahr darauf gewann sie gemeinsam mit Doyle Brunson das Mixed Doubles der WSOP 1979, wofür die beiden jeweils ein Bracelet sowie ein Preisgeld von insgesamt 9000 US-Dollar erhielten. Bei der WSOP 1995 setzte sich Brodie bei der Ladies Championship durch und sicherte sich ihr zweites Bracelet sowie eine Siegprämie von mehr als 35.000 US-Dollar. Ihr letztes Live-Preisgeld gewann sie bei der WSOP 2001.
Insgesamt hat sich Brodie mit Poker bei Live-Turnieren mehr als 50.000 US-Dollar erspielt.

### Braceletübersicht
Brodie kam bei der WSOP siebenmal ins Geld und gewann zwei Bracelets:
| Jahr | Buy-in (in $) | Turnier                       | Teilnehmer | Preisgeld (in $)                |
| ---- | ------------- | ----------------------------- | ---------- | ------------------------------- |
| 1979 | 0600          | Mixed Doubles Seven Card Stud | 25         | 09.000geteilt mit Doyle Brunson |
| 1995 | 1000          | Ladies Limit Seven Card Stud  | 88         | 35.200                          |